# Фторид иридия(VI)
Фтори́д ири́дия(VI) — неорганическое соединение, соль металла иридия и плавиковой кислоты с формулой {\displaystyle {\ce {IrF6,}}} жёлтые кристаллы, реагирует с водой.
Один из семнадцати известных бинарных гексафторидов. Это одно из немногих соединений, содержащих иридий в степени окисления +6.

## Получение
Гексафторид иридия получают путем прямой реакции металлического иридия с избытком газообразного элементарного фтора при 300 °C. Однако он термически неустойчив и его необходимо вымораживать из газообразной реакционной смеси, чтобы избежать диссоциации:
{\displaystyle {\ce {Ir + 3 F2 ->[300\ ^{{\ce {o}}}{\ce {C}}] IrF6}}}.

## Физические свойства
Фторид иридия(VI) образует жёлтые кристаллы.

## Химические свойства
Энергично реагирует с водой:
{\displaystyle {\ce {6 IrF6 + 18 H2O ->}}}
{\displaystyle {\ce {-> 36 HF + 1,5 O2 ^ + O3 ^ + 6 IrO2}}}.
Реагирует с металлическим иридием:
{\displaystyle {\ce {2 IrF6 + Ir ->[150\ ^{{\ce {o}}}{\ce {C}}] 3 IrF4}}}.